# Coventry Star
Coventry Star is een van de tientallen motorfietsmerken die in het verleden in Coventry werden gebouwd.
De bedrijfsnaam was Coventry Star Motor Co., Coventry.
Dit was een klein Brits bedrijf dat van 1919 tot 1921 motorfietsen produceerde. Het was een van de tientallen merken die in deze periode in Coventry en Wolverhampton ontstonden en weer ten onder gingen. Zoals de meesten gebruikte Star de 269cc-Villiers-tweetaktmotoren, maar de klant kon ook voor een model met een Liberty-tweetaktmotor kiezen.